# Associação Desportiva e Recreativa de Tarouquense
A Associação Desportiva e Recreativa de Tarouquense é um clube português, localizado na Cidade de Tarouca, distrito de Viseu. A equipa de futebol tem ao seu dispor para os jogos em casa o Estádio Municipal de Tarouca. Teve Vasco Lima entre seus fundadores.

## História
O clube foi criado fundado em 1969 com alternativa à reativação do Futebol Clube de Tarouca. Sua presidente, durante a época de 2005-2006 era Carla Santos, época esta na qual a 3ª divisão nacional, série B. Na temporada 2015-15, disputava o Campeonato Distrital da Associação de Futebol de Viseu.